# 徐匯廣場
徐匯廣場（英文：Saint Ignatius Plaza）是一座位於台灣新北市蘆洲區一座複合式商業建築，為台北捷運蘆洲線徐匯中學站的聯合開發大樓，低樓層為商場，高樓層為成旅晶贊飯店台北蘆洲館（6F-15F）。

## 商場

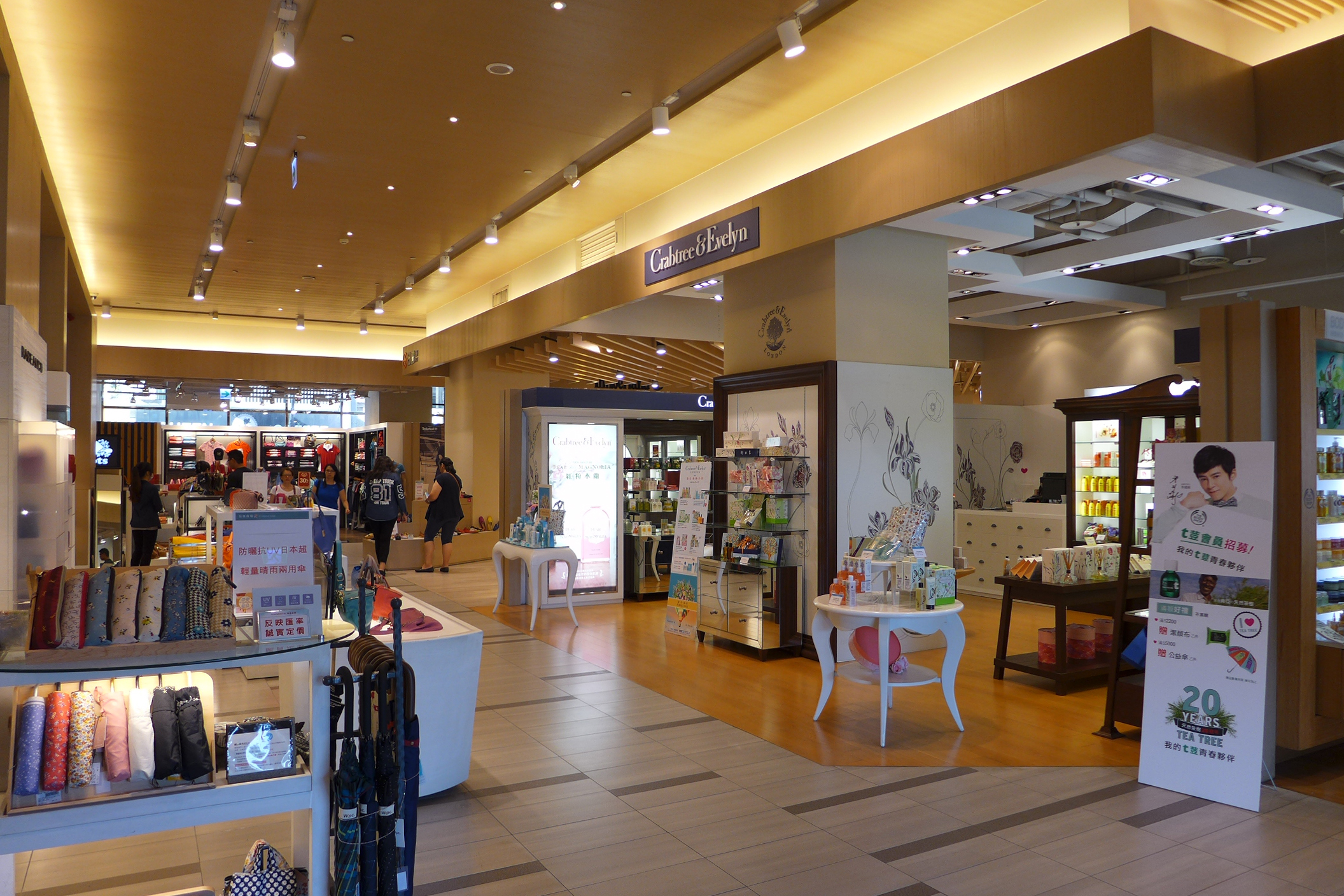
1樓商店

徐匯廣場於2012年3月2日開業，為蘆洲區首座購物商場，營業面積約3,300坪，規模屬於小型購物中心，營業樓層為地上五層~地下二層(地下第三層至地下六層為停車場)，商場主力核心店有UNIQLO、MUJI無印良品及各式主題餐廳，地下二樓有捷運連通道。

## 樓層介紹
| 樓層 | 用途                               |
| ---- | ---------------------------------- |
| 15F  | 主題會館（成旅晶贊飯店台北蘆洲館） |
| 14F  | 主題會館（成旅晶贊飯店台北蘆洲館） |
| 13F  | 主題會館（成旅晶贊飯店台北蘆洲館） |
| 12F  | 主題會館（成旅晶贊飯店台北蘆洲館） |
| 11F  | 主題會館（成旅晶贊飯店台北蘆洲館） |
| 10F  | 主題會館（成旅晶贊飯店台北蘆洲館） |
| 9F   | 主題會館（成旅晶贊飯店台北蘆洲館） |
| 8F   | 主題會館（成旅晶贊飯店台北蘆洲館） |
| 7F   | 主題會館（成旅晶贊飯店台北蘆洲館） |
| 6F   | 主題會館（成旅晶贊飯店台北蘆洲館） |
| 5F   | 食尚饗宴                           |
| 4F   | 風味美饌                           |
| 3F   | 都會粉領                           |
| 2F   | 時尚休閒                           |
| 1F   | 品味生活（含全家便利商店）         |
| B1F  | 樂活主義                           |
| B2F  | 美食天地                           |
| B3F  | 停車場 捷運連通道                  |
| B4F  | 停車場                             |
| B5F  | 停車場                             |
| B6F  | 停車場                             |

## 週邊
- 徐匯中學

## 外部連結
- 徐匯廣場 （页面存档备份，存于）
- 徐匯廣場 - LINE 官方帳號
- 台灣公司資料
- 徐匯廣場的Facebook專頁
- 徐匯廣場的Instagram帳戶